# رولباخ
رولباخ (به آلمانی: Röllbach) یک شهر در آلمان است که در میلتنبرگ واقع شده‌است.